# Bolesław Mikiewicz (1895–1959)
Bolesław Zygmunt Mikiewicz (ur. 6 maja 1895 w Przeworsku, zm. 1959) – major dyplomowany piechoty Wojska Polskiego, działacz niepodległościowy.

## Życiorys
Urodził się 6 maja 1895 w Przeworsku, w ówczesnym powiecie łańcuckim Królestwa Galicji i Lodomerii, w rodzinie Bolesława (1869–1925), adwokata, i Katarzyny Wiktorii (1869–1959), córki Zygmunta Węclewskiego. Miał dziewięcioro rodzeństwa, a wśród nich brata Bronisława (1899–1942) – majora łączności Wojska Polskiego.
W 1913 złożył maturę z odznaczeniem w c. k. Gimnazjum III w Krakowie. W tym samym roku rozpoczął studia na Wydziale Prawa Uniwersytetu Jagiellońskiego. 
16 sierpnia 1914 wstąpił do Legionów Polskich i został przydzielony do 1 Pułku Piechoty. 1 maja 1916 został mianowany chorążym piechoty. 6 lipca 1916 pod Wołczeckiem, w trzecim dniu bitwy pod Kostiuchnówką, dostał się do rosyjskiej niewoli.
4 marca 1919 jako chorąży byłych Legionów Polskich i byłego II Korpusu został przyjęty do Wojska Polskiego i mianowany z dniem 1 lutego 1919 podporucznikiem piechoty. 1 grudnia 1919 został mianowany z dniem 1 grudnia 1919 porucznikiem w piechocie.
14 listopada 1921 został przydzielony do Wyższej Szkoły Wojennej w Warszawie, w charakterze słuchacza kursu normalnego 1921–1923. 3 maja 1922 został zweryfikowany w stopniu kapitana ze starszeństwem z 1 czerwca 1919 i 498. lokatą w korpusie oficerów piechoty. 1 października 1923, po ukończeniu kursu i otrzymaniu dyplomu naukowego oficera Sztabu Generalnego został przeniesiony do 58 Pułku Piechoty w Poznaniu. Następnie został przydzielony do Oddziału IV Sztabu Generalnego, a w 1925 przeniesiony do 52 Pułku Piechoty w Złoczowie.
W listopadzie 1926 został przydzielony z 52 pp do Biura Ogólno-Administracyjnego Ministerstwa Spraw Wojskowych w Warszawie na stanowisko referenta. 23 grudnia 1927 został przeniesiony do kadry oficerów piechoty z pozostawieniem na dotychczas zajmowanym stanowisku. 12 kwietnia 1927 został mianowany na stopień majora ze starszeństwem z 1 stycznia 1927 i 11. lokatą w korpusie oficerów piechoty. W kwietniu 1928 został przesunięty we wspomnianym biurze na stanowisko pełniącego obowiązki szefa wydziału przepisów. Z dniem 1 marca 1932 został przeniesiony do 42 Pułku Piechoty w Białymstoku na stanowisko dowódcy batalionu. Od 2 do 31 marca tego roku był przydzielony z 42 pp do Biura Og. Adm. MSWojsk. W lipcu 1935 został zwolniony z zajmowanego stanowiska i oddany do dyspozycji dowódcy Okręgu Korpusu Nr I, a następnie przeniesiony w stan spoczynku.
Bolesław Zygmunt Mikiewicz w 1928 zawarł związek małżeński z Marcelą Olszewską (1901–1985), z którą miał trzy córki urodzone w Białymstoku: Zdzisławę (1929–1935), Bożennę Antoninę Malwinę (1933–1990) i Marię Honoratę Izabelę (ur. 1934). 

## Ordery i odznaczenia
- Krzyż Niepodległości – 9 listopada 1931 „za pracę w dziele odzyskania niepodległości”[24]
- Krzyż Walecznych czterokrotnie[25]
- Złoty Krzyż Zasługi – 10 listopada 1928[26][25]